# Alchornea androgyna
Alchornea androgyna är en törelväxtart som beskrevs av Léon Camille Marius Croizat. Alchornea androgyna ingår i släktet Alchornea och familjen törelväxter. Inga underarter finns listade i Catalogue of Life.